# Julio Cabrera
Julio Cabrera – argentyński filozof żyjący w Brazylii, emerytowany profesor Wydziału Filozofii na Uniwersytecie w Brasílii i były dziekan tego wydziału. Poprzednio wykładał w Argentynie na Narodowym Uniwersytecie w Córdobie, Uniwersytecie w Belgrano i następnie w Brazylii na Uniwersytecie Federalnym w Santa Maria. Najbardziej znany jest z prac o „etyce negatywnej”  oraz kinie i filozofii. Inne obszary filozofii, którymi się zajmuje to filozofia języka, logika i filozofia latynoamerykańska.

## Etyka negatywna
W swojej książce Critica de La Moral Afirmativa: Una Reflexión Sobre Nacimiento, Muerte y Valor de La Vida, Julio Cabrera przedstawia teorię dotyczącą wartości ludzkiej egzystencji. Ludzkie życie jest, zdaniem Cabrery, „strukturalnie negatywne” w tym znaczeniu, że jego konstytutywne komponenty są z natury niekorzystne: jako znaczące spośród nich Cabrera wymienia straty, braki, ból, konflikty, kruchość, choroby, starzenie, zniechęcenie i śmierć. Według Cabrery tworzą one podstawową strukturę ludzkiego życia, którą analizuje poprzez to, co określa mianem naturalistycznej fenomenologii, czerpiąc swobodnie z myślicieli takich jak Martin Heidegger, Arthur Schopenhauer i Friedrich Nietzsche. Cabrera mówi o swojej pracy jako o próbie zestawienia ze sobą Schopenhauera i Heideggera, wprowadzenia określonej oceny wartości bycia do analizy dasein i postawienia moralności ponad życiem, wbrew Nietzschemu.
Cabrera rozwija etyczną teorię, „etykę negatywną”, w oparciu o tę fenomenologiczną analizę. Utrzymuje, że w etyce istnieje uprzedzenie względem niebycia, sposób postrzegania, który nazywa „afirmatywnością”. Ponieważ afirmatywne światopoglądy uznają bycie za coś dobrego, zawsze potępiają rzeczy zagrażające jego hegemonii; w szczególności takie jak powstrzymanie się od prokreacji czy samobójstwo. Cabrera krytykuje afirmatywne systemy etyczne za to, że pytają o to, jak ludzie powinni żyć, bez postawienia radykalnego pytania o to, czy ludzie w ogóle powinni żyć. Argumentuje on, że z powodu strukturalnej negatywności bycia, istnieje fundamentalna „moralna dyskwalifikacja” ludzkich istot, związana z niemożliwością niekrzywdzenia innych i niemanipulowania innymi. Niekrzywdzenie innych i niemanipulowanie innymi są nazywane przez niego „minimalną etyczną artykulacją” („MEA”). MEA jest naruszana przez nasze strukturalne „moralne upośledzenie”, światowe dyskomforty – w szczególności ból i zniechęcenie – którym podlegamy i które nie pozwalają nam postępować etycznie. Cabrera stoi na stanowisku, że afirmatywna moralność przeczy sama sobie, ponieważ akceptuje MEA, a opowiada się za tworzeniem ludzkiego istnienia, co wyklucza możliwość niekrzywdzenia innych i niemanipulowania innymi. Co za tym idzie, twierdzi on, afirmatywne społeczeństwa, poprzez swą politykę, potrzebują powszechnego lekceważenia MEA, by w ogóle funkcjonować.
Etyka negatywna Cabrery ma być odpowiedzią na negatywną strukturę bycia, doskonale świadomą jego moralnie dyskwalifikującej natury. Cabrera uważa, że dzieci są zwykle traktowane jako zaledwie estetyczne obiekty, tworzone nie dla swojego własnego dobra, tylko dla dobra swoich rodziców i umieszczane poprzez prokreację w strukturalnie negatywnym życiu. Prokreacja jest, dowodzi Cabrera, najwyższym aktem manipulacji, wyrządzeniem krzywdy i naruszeniem autonomii. Argumentuje, że konsekwentne podejście do normalnych koncepcji moralnych – takich jak obowiązek, cnota czy szacunek – obecnych w większości afirmatywnych systemów moralnych, powinno prowadzić do antynatalizmu. Cabrera żywi również przekonanie, że człowiek kierujący się etyką negatywną, powinien nie tylko powstrzymać się od prokreacji, ale także być całkowicie gotowy na etyczną śmierć poprzez natychmiastowe zrezygnowanie ze wszystkich swoich projektów na rzecz walki politycznej lub altruistycznego samobójstwa, kiedy będzie to najmniej niemoralnym z działań.
Critique Cabrery jest jednym z jego najbardziej systematycznych przedstawienień etyki negatywnej, ale rozwija on te same idee także w innych swoich książkach, takich jak: Projeto de Ética Negativa, Ética Negativa: problemas e discussões, Porque te amo, não nascerás! Nascituri te salutant, w jego najważniejsze pracy na temat etyki – Mal-estar e moralidade: situação humana, ética e procriação responsável i A moral do começo: sobre a ética do nascimento.

## Kino i filozofia
W swojej pierwszej książce o kinie i filozofii, Cine, 100 anos de filosofia: Una Introducción a la Filosofia A Traves del Análisis de Películas, Cabrera proponuje termin „logopatia” (z greckiego: „logos” – „rozum” i „páthos” – „uczucia”), mający oznaczać „pojęcia poznawczo-afektywne”, które traktuje jako zdolne do podania w wątpliwość tradycyjnego postrzegania pojęć przez filozofię, nazywanego przez niego apatycznym i trzymającym się pojęć czysto intelektualnych. Utrzymuje, że przedmiotem logopatycznej filozofii jest znaczenie, nie prawda i że dodaje ona uczuciowe elementy oceny do tego tradycyjnego intelektualnego postrzegania pojęć.
Cabrera uznaje kino za jedno z najbardziej owocnych narzędzi do tworzenia pojęć typu logopatycznego, które określa mianem „pojęć-obrazów” przeciwstawiając je „pojęciom-ideom”, apatycznemu typowi pojęć. Uważa, że kino poprzez swe potężne audiowizualne środki wyrazu, jest w stanie dostarczać „supernasilenia” pojęciowych możliwości, a co za tym idzie doświadczania filmu, co jest niezbędne dla rozwoju pojęć-obrazów i czego konsekwencją jest wzrost wpływów uczuciowych.
Z drugiej strony Cabrera jest zdania, że w różnych momentach historii europejskiej filozofii, pisana filozofia – przeciwieństwo wizualnej – była także logopatyczna, myślana poprzez uczucia, ale nie przyznając się do tego otwarcie, podczas gdy kino zazwyczaj postrzegane było zaledwie jako uczuciowe zjawisko, nieposiadające jednak istotnych właściwości poznawczych. Jego terminy logopatia i pojęcie-obraz starają się usunąć tę dychotomię, wskazując na uczuciowość intelektu i poznawczość uczuć.
Cabrera kontynuuje ekspozycję swej myśli kinematograficzno-filozoficznej w książkach takich jak De Hitchcock a Greenaway pela história da filosofia: novas reflexoes sobre cinema e filosofia (swego rodzaju drugim tomie Cine, 100 anos de filosofia) i Diálogo/cinema (gdzie w korespondencyjnej dyskusji z Marcią Tiburi, rozmawia on o swoich ideach z perspektywy, zgodnie z którą, już na długo przed wynalezieniem kina, filozofia „filmowała” idee poprzez obrazy), a także w artykułach Para una des-comprensión filosófica Del cine: el caso Inland Empire de David Lynch, Três ensaios sobre a repetição: Kierkegaard, Jarmusch, Hitchcock, Van Sant e três damas que desembarcam antes de chegar (Uma reflexão transversal sobre escrita e imagem), Existencia naufragada. Los 4 viajes del Titanic, Repetición y cine vacío. i Filosofia e Filosofia Analítica. Cine y Pensamiento.

## Filozofia języka i logika
Dla Cabrery filozofie języka są tymi filozofiami, dla których język nie stanowi zaledwie narzędzia przekazu, ale konstytuuje – i urzeczywistnia – pojęcia i struktury rozumienia świata. Rozróżnia on cztery rodzaje filozofii języka: analityczną, hermeneutyczną, fenomenologiczną i metakrytyczną. Cabrera, spoglądając przez pryzmat negatywności, pokazuje, jak cztery powyższe typy filozofii języka zawodzą we wspólnej kwestii: nie są w stanie poradzić sobie z problemem znaczenia. Analitykom kwestia ta jawi się jako mająca swoje korzenie w „bezsensowności” wyrażeń, stanowiąc granicę, której nie powinno się przekraczać. Jednakże, zdaniem Cabrery, taki analityczny obiektywizm pomija fundamentalne wymiary problemu znaczenia, jak czas i żywe doświadczenie. Fenomenologia rozszerza analityczny horyzont semantyczny o wymiar intencjonalny (dla której analityczna intensjonalność jest tylko nieautentycznym, jakkolwiek obiektywnym, korelatem), nie radząc sobie jednak z problemem bezsensowności. Brakuje jej czasowości i historyczności, którą zapewnia dopiero podejście hermeneutyczne, określając ten błąd mianem „nieporozumienia”. Hermeneutyka popada jednak często w inny błąd, błąd „zniekształcenia znaczeń”, o wiele poważniejszy niż „bezsensowność” i „nieporozumienie”, i będący przedmiotem metakrytycznych filozofii reprezentowanych m.in. przez filozofie języka Sigmunda Freuda i Karla Marxa.
Cabrera silnie krytykuje analityczne podejście do języka, postulujące odrzucenie wszystkiego, co nie jest obiektywne, ale także i inne filozofie języka za ich niepowodzenia w wyjaśnieniu problemu znaczenia: od fenomenologii do hermeneutyki, a nawet metakrytycyzmu. Są one według niego siedliskami terapii zbawczych jedynie w sposób iluzoryczny, jak choćby uzdrawiania psychoanalitycznego czy komunistycznej utopii. Filozofia języka Cabrery jest filozofią konfrontacji pomiędzy filozofiami, które, wobec skończoności i negatywności, mogą być uprawiane jedynie pod znakiem rezygnacji. Uważa on, że żaden z rodzajów filozofii języka, istniejących obok siebie w ciągu ostatniego półtora wieku, nie jest w stanie samodzielnie wyjaśnić skomplikowania człowieka. W tym sensie, dla Cabrery, całe zrozumienie staje się ostatecznie samopodtrzymującą się iluzją.
Logika, zdaniem Cabrery, jest często połączona z trzema fundamentalnymi zasadami: (1) Przedmiot sądu jest niedookreślony i ogólny. (2) Logika stosuje się do rozumowań potocznych, chociaż z pewnym wysiłkiem. (3) Logika jest raczej formalna, a nie leksykalna, innymi słowy, bazuje na językowych połączeniach o charakterze strukturalnym i syntaktycznym. Cabrera konstruuje swą ideę logiki, krytykując każdą z tych trzech przesłanek.
Jego intuicja w tej dziedzinie badań jest taka sama jak w innych: mieszanie ze sobą różnych tradycji filozoficznych wzbogaca myśl i jest niezbędne dla wyjaśniania ludzkiej kondycji. W ten sposób, podobnie jak formalizacja logiczna jest istotna dla rozmyślania o istnieniu, tak kwestie dotyczące ludzkiego istnienia są istotne dla rozumienia ludzkiej myśli i logiki. Klucz do tej koncepcji stanowi nieortodoksyjne mieszanie tradycji, którego Cabrera dokonał w swoich badaniach logiki, łącząc Saula Kripkego z Martinem Heideggerem, Immanuela Kanta z Johnem Austinem, a Ludwiga Wittgensteina z Jeanem-Paulem Sartrem.
Celem Cabrery jest zbliżenie do siebie narzędzi formalnych i egzystencjalnej treści życia. W tym kierunku zmierza jego krytyka domniemanej pustej ogólności logiki, jak i również propozycja leksykalnej logiki predykatywnych połączeń, związana z usiłowaniem nadania analizie leksykalnej wymiaru formalnego, ale naładowanego treścią. Jego praca dotycząca sieci pojęciowych w leksykalnej logice powstała we współpracy z fizykiem Olavo Leopoldino da Silva Filho z Uniwersytetu w Brasílii.
Jego prace dotyczące logiki, prowadzą także do rewizji jej tradycyjnej historii. Dokonany przez niego zarys historii logiki jest następujący:
(1) Platońska koncepcja logiki.
(2) Arystoteles, w ramach sylogistyki i później.
(3) Logika połączeń znaczeniowych w Średniowieczu.
(4) Nowożytny krytycyzm logiki formalnej: Francis Bacon, Rene Descartes oraz John Locke. Metoda naukowa i logika. Analiza i heurystyka. Logika Port-Royal.
(5) Przypadek Gottfrieda Wilhelma Leibniza: co oficjalna historia przyjęła i czego nie przeanalizowała.
(6) Logika formalna, logika transcendentalna: Immanuel Kant.
(7) logika w ruchu Georga Wilhelma Friedricha Hegla: Heglowska krytyka zaprzeczenia.
(8) Logika indukcji Johna Stuarta Milla.
(9) Trzy koncepcje logiki na przełomie dziewiętnastego i dwudziestego wieku: Gottlob Frege, John Dewey i Edmund Husserl: logika w analizie, pragmatyzm oraz fenomenologia.
(10) Przypadek Charlesa Sandersa Peirce'a: co oficjalna historia przyjęła i czego nie przeanalizowała.
Cabrera prezentuje także negatywne podejście do argumentacji na polu logiki nieformalnej, pesymistyczną teorię paralelną do jego etyki negatywnej. Za afirmatywne podejście do argumentacji uważa takie, zgodnie z którym filozoficzne problemy są uznawane za posiadające jedno rozwiązanie lub przynajmniej za takie, do których istnieje adekwatne podejście, pośród wielu innych, które są nieadekwatne i błędne. Zdaniem Cabrery, podchodząc do argumentacji afirmatywnie, uznaje się wielość odpowiedzi udzielanych przez filozofię za błąd, który musi być w jakiś sposób „rozwiązany”. Natomiast podchodząc do argumentacji negatywnie, uznaje się wielość odpowiedzi udzielanych przez filozofię nie za błąd, lecz całkowicie naturalną kolej rzeczy w rozwoju myśli filozoficznej. Negatywne podejście do argumentacji polega na uznawaniu swojego stanowiska i perspektywy nie za jedyną prawdę, ale za jedne z wielu w rozległej i złożonej holistycznej sieci podejść i perspektyw, polemizujących ze sobą i krytykujących się nawzajem, lecz niebędących w stanie zwyciężyć jedne drugich, choć przy każdym można żarliwie obstawać, broniąc go w oparciu o określone założenia i w obrębie określonej perspektywy.

## Filozofia latynoamerykańska
Cabrera uważa, że istnieją epistemiczne nierówności związane z zajmowaniem się filozofią w środowisku kolonialnym, takim jak Ameryka Łacińska. W swoim wykładzie na Uniwersytecie Unisinos, streszcza on problem kolonializmu w filozofii następująco:

Problem polega na tym, że oni przychodząc tu, rozmawiają o ich problemach filozoficznych w ich języku, i my przychodząc tam, rozmawiamy o ich problemach filozoficznych w ich języku.

Przede wszystkim twierdzi on, że obecnie stan filozofii w wielu krajach Ameryki Łacińskiej jest wytworem tego jak nauczają ją i badają lokalne instytucje, stawiające się w pozycjach podrzędnych wobec międzynarodowej sceny filozoficznej. Profesjonalna filozofia w tych krajach jest jego zdaniem rozwijana w oparciu o komentowanie filozofów europejskich (i w mniejszym stopniu północnoamerykańskich), co jest następstwem uważania, że nie da się zajmować filozofią bez ciągłego odnoszenia się do tych filozofów i żaden latynoamerykański filozof nie powinien się z tego wyłamywać. Utrzymuje, że takie hamowanie rozwoju lokalnej filozofii idzie w parze z myśleniem, że to, co europejskie jest w jakiś sposób uniwersalne, natomiast to, co latynoamerykańskie zaledwie lokalne lub narodowe. Stawia diagnozę w postaci  „acervo T” („zbioru T”), tez dotyczących hegemonii eurocentrycznej filozofii; są one według niego milcząco akceptowane przez większość filozofów w Ameryce Łacińskiej. W opozycji do tego kolonialnego myślenia, Cabrera zaleca kilka praktyk dotyczących tego jak nauczać filozofii latynoamerykańskiej i zajmować się nią: (1) Powinno się zwracać większą uwagę na źródła latynoamerykańskie, tak by historia filozofii na kontynencie przestała być ignorowana przez lokalnych filozofów, zaś praca tych lokalnych filozofów zaczęła być omawiana tak samo, jak praca europejskich filozofów. (2) Powinno się mówić nie o filozofii Ameryki Łacińskiej, ani filozofii związanej z Ameryką Łacińską, tylko o filozofii z Ameryki Łacińskiej, tak by podkreślany był lokalny punkt wyjścia. (3) Powinno się praktykować kulturowe zawłaszczanie w filozofii, polegające na wyjmowaniu filozofów z kontekstów i umieszczanie w dyskusjach dotyczących problemów Ameryki Łacińskiej. Tę praktykę można zaobserwować w pracach filozoficznych z Ameryki Łacińskiej, takich jak Enrique Dussela, z którym Cabrera publikował swoje dyskusje.
Cabrera broni przekraczania granic między tradycjami i przy wielu okazjach wskazuje na potencjał  użyźniania filozofii, tkwiący w zestawianiu ze sobą tradycji analitycznej i kontynentalnej, ich ścieraniu się ze sobą i dyskutowaniu. Z czasem poszerzył on to swoje metafilozoficzne podejście, mając na celu zwalczanie tego, co zaczął wyraźnie postrzegać jako skolonizowanie filozofii w Ameryce Łacińskiej.
W swojej książce Diário de Um Filósofo no Brasil, Cabrera dokumentuje problemy związane z zajmowaniem się autorską filozofią w Brazylii; opisuje środowisko, w którym tłumi się filozoficzne intuicje za pomocą różnych mechanizmów związanych z kolonialną brazylijską specyfiką. Książka ta portretuje, co znaczy filozofować skądś i próbować tworzyć coś innego niż tylko komentarze, wykonywalność tego nawet w nieprzyjaznym środowisku.
Dla Cabrery ważne jest zrozumienie z jakich miejsc filozofia w Ameryce Łacińskiej jest tworzona: jest tworzona z podbitych, splądrowanych i zdominowanych krajów, które zostały uczynione intelektualnie podległymi. Twierdzi on, że czyni to tę filozofię inną od całej filozofii europejskiej – i ważne jest dla niego podkreślanie, że żadna filozofia nie rodzi się jako uniwersalna. Cabrera odnotowuje, że filozofia w Brazylii, szczególnie uniwersytecka, jest przede wszystkim ślepa na źródła z Ameryki Łacińskiej, zarówno klasyczne (Bartolomé de Las Casas, António Vieira, Flora Tristan, Juan Bautista Alberdi, José Martí i José Enrique Rodó), jak i współczesne (José Carlos Mariátegui, Edmundo O'Gorman, Leopoldo Zea, Miguel León Portilla, Roberto Fernández Retamar and Santiago Castro-Gómez), znane jedynie w zamkniętych środowiskach eksperckich. Jego propozycją jest kurs historii myśli, rozpoczynający się od przedkolumbijskiej myśli amerindiańskiej i nie zajmujący się wpływami greckimi i europejskimi aż do dziewiętnastego wieku. W pomyśle tym chodzi o czytanie europejskich filozofów dziewiętnastowiecznych, którzy rzucają wyzwanie tradycji chrześcijańskiej, takich jak Arthur Schopenhauer, Søren Kierkegaard i Friedrich Nietzsche (i ich prekursorów takich jak Michel de Montaigne, Denis Diderot i Jean-Jacques Rousseau), jako głoszących idee w praktyce istniejące już w amerindiańskich sposobach życia i myślenia.

## Publikacje

### Książki
- Problemas de Estética e Linguagem. Uma abordagem analítica, UFSM, Santa Maria 1985
- Textos de Filosofia Subjetiva, Movimento, Porto Alegre 1985 (współautor z R. Reisem)
- A Lógica Condenada, Universidade de São Paulo, São Paulo 1987
- Nuevos viajes de Gulliver (Cuentos), Alción, Córdoba 1989
- Projeto de ética negativa, Mandacaru, São Paulo 1989 (drugie wydanie: A Ética e Suas Negações, Não nascer, suicídio e pequenos assassinatos, Rocco, Rio de Janeiro 2011)
- El lógico y la bestia. Diversión para filósofos, Alción, Córdoba 1995
- Critica de La Moral Afirmativa: Una Reflexión Sobre Nacimiento, Muerte y Valor de La Vida, Gedisa, Barcelona 1996 (drugie wydanie w 2014), A critique of affirmative morality (A reflection on death, birth and the value of life), Julio Cabrera Editions, Brasília 2014 (angielskie wydanie)
- Cine, 100 anos de filosofia: Una Introducción a la Filosofia A Traves del Análisis de Películas, Gedisa, Barcelona 1999 (drugie wydanie w 2015); Da Aristotele a Spielberg. Capire la filosofia attraverso i film, Mondadori, Milano 2000 (włoskie wydanie); O Cinema Pensa: Uma Introdução À Filosofia Através dos Filmes, Rocco, Rio de Janeiro 2006 (portugalskie wydanie)
- Margens das filosofias da linguagem: conflitos e aproximações entre analíticas, hermenêuticas, fenomenologias e metacríticas da linguagem, UnB, Brasília 2003 (dodruk w 2009)
- De Hitchcock a Greenaway pela história da filosofia: novas reflexoes sobre cinema e filosofia, Nankin, São Paulo 2007
- Inferencias Lexicais e Interpretaçao de Redes de Predicados, UNB, Brasília 2007 (współautor z O. L. Da Silva Filho)
- Ética Negativa: problemas e discussões, UFG, Goiânia 2008 (red.)
- Porque te amo, não nascerás! Nascituri te salutant, LGE, Brasilia 2009 (współautor z T. Lenharo di Santis)
- Análisis y existencia: pensamiento en travesía, Ediciones del Copista, Córdoba 2010
- Diário de Um Filósofo no Brasil, Unijuí, Unijuí 2010
- Diálogo/cinema, Senac, São Paulo 2013 (współautor z M. Tiburi)
- Mal-estar e moralidade: situação humana, ética e procriação responsável, UnB, Brasília 2018, Discomfort and Moral Impediment: The Human Situation, Radical Bioethics and Procreation, Cambridge Scholars Publishing, Newcastle upon Tyne 2019 (angielskie wydanie)
- Introduction to a Negative Approach to Argumentation: Towards a New Ethic for Philosophical Debate, Cambridge Scholars Publishing, Newcastle upon Tyne 2019
- A moral do começo: sobre a ética do nascimento, Editora Fi, Porto Alegre 2019 (współautor z H. Bensusan and A.M. Wunsch)
- La Forma Del Mundo: Ensayo sobre la muerte del ser. Elementos de Metafilosofía Primera, Clube de Autores, Florianópolis 2020
- Devorando Nietzsche: por um niilismo sul-americano, Via Litterarum, Ibicaraí 2022

### Wybrane artykuły

#### Etyka
- Children's philosophy and children's sexuality: some remarks on Lipman and Freud, Thinking, The journal of philosophy for children, wolumin 13, number 3, Montclair State University, 1997
- A controvérsia de Hegel e Schopenhauer em torno das relações entre a vida e a verdade, Veritas, wolumin 42, numer 1, Porto Alegre 1997
- Para uma defesa nietzschiana da ética de Kant (a procura do super-homem moral) Uma reflexão semântica, Cadernos Nietzsche, numer 6, São Paulo 1999
- Dussel y el suicídio, Dianoia, volume XLIX, numer 52, maj 2004
- Sentido da vida e valor da vida (Uma diferença crucial), Philósophos, wolumin 9, numer 1, Goiânia 2004
- La cuestión ético-metafísica: valor y disvalor de la vida humana em el registro de la diferencia ontológica, w: V. Garrafa, Estatuto epistemológico de la bioética, Unam, Redbioética, Unesco, 2005
- O imenso sentido do que não tem nenhum valor, Philósophos, wolumin 11, numer 2, Goiânia 2006
- O que é realmente ética negativa?, Poliedro. Faces da Filosofia. Publit, soluções editoriais, Rio de Janeiro 2006
- Ética e condição humana: notas para uma fundamentação natural da moral, w: A. Naves, Ética: questões de fundamentação, UnB, Brasília 2007
- Suicídio. Aspectos filosóficos, Suicídio. Abordajes empíricos, Muerte, mortalidad y suicidio, hasła słownikowe: Diccionario Latino-americano de Bioética, Unesco, Universidad Nacional de Colombia, Redbioética, 2008
- Quality of human life and non-existence (Some criticisms of David Benatar's formal and material positions), Redbioética, Unesco, 2, styczeń-czerwiec 2011
- A ética negativa diante do culturalismo, Estudos Filosóficos, numer 7, São João del Rei, julho-dezembro 2011
- Impossibilidades da moral: filosofia da existencia, naturalismo e ética negativa, Filosofia Unisinos, 13, São Leopoldo, październik 2012
- A possível incompatibilidade entre culturalismo e filosofias da existência, Estudos Filosóficos, Papemig, numer 11, lipiec-grudzień 2013
- Summary of the ethical question in Julio Cabrera's Philosophy, 2014
- Heidegger para a Bioética, Latino-americana de Bioética, wolumin 14, numer 2, Bogotá 2014 (współautor z M. Salamano)
- Sobre o raciocínio prático-moral, w: J. C. Brum, Manual de Ética. Editora Vozes, Educs, 2014
- Why philosophy not written in English does not exist: hegemonic language as ontological policy. The case of South-American antinatalism, 2018
- Analytic Academic Antinatalism, 2019
- Antinatalism and negative ethics, w: K. Lochmanová (red.), History of antinatalism: how philosophy has challenged the question of procreation, 2020
- Better the Asymmetry Never to Have Been, 2020

#### Kino i filozofia
- Recordando sem ira, w: S. Back, A guerra dos pelados, Annablume, São Paulo 2008
- Para una des-comprensión filosófica Del cine: el caso Inland Empire de David Lynch, Enl@ce, rocznik 6, numer 2, Universidad del Zulia, Maracaibo 2009
- Eutanásia poética, w: R. Cunha, O cinema e seus outros, LGE, Brasília 2009
- Três ensaios sobre a repetição: Kierkegaard, Jarmusch, Hitchcock, Van Sant e três damas que desembarcam antes de chegar (Uma reflexão transversal sobre escrita e imagem), w: R. Timm De Souza et alia, Literatura e Cinema. Encontros contemporâneos, Dublinense, Porto Alegre 2013
- Existencia naufragada. Los 4 viajes del Titanic, Per la Filosofia, Fabrizio Serra editore, Pisa-Roma 2015
- Repetición y cine vacío, La Cueva de Chauvet, Malisia, La Plata 2016
- Cine, filosofía y filosofía analítica, w: F. Santamaria Velasco et alia, Cine y Pensamiento, Estéticas contemporáneas 9, Universidades Bolivariana, Uniclaretiana y Santo Tomás, Medellín-Bogotá 2017

#### Filozofia języka i logika
- Categoremas y validez lógica, Latinoamericana de Filosofía, wolumin VIII, numer 1, Buenos Aires, marzec 1982
- Cortando árboles y relaciones. Una Reflexión escéptica en torno de un tema de Searle, Crítica, numer 46, wolumin XVII, 1984
- Lenguaje valorativo como lenguaje metafísico, Portuguesa de Filosofia, wolumin XLIII, części 1–2, Braga 1987
- Contra la condenación universal de los argumentos ad hominem, Manuscrito, wolumin XV, numer 1, Campinas, abril 1992
- Como fazer coisas-em-si com palavras (Uma leitura austineana de Kant), Philósophos, wolumin 1, numer 1, Goiania 1996
- O mundo como sentido e referencia: semântica e metafísica em Wittgenstein e Schopenhauer, w: A. Naves, O. Araujo Vale, Filosofia, Lingüística, Informática. Aspectos da Linguagem, UFG, Goiás 1998
- Acerca da expressão Das Nichts nichtet. Uma leitura analítica, Philósophos, wolumin 3, numer 2, Goiania 1998
- Words, Worlds, Words, Pragmatics and Cognition, wolumin 9, numer 2, Amsterdam: John Benjamins Publishing, 2001
- Nada e negação (Entre Wittgenstein e Sartre), Tempo da Ciência, wolumin 10, numery 19–20, Unioeste, Toledo 2003
- Es realmente la lógica tópicamente neutra y completamente general?, Ergo, Xalapa-Veracruz, numer 12, marzec 2003
- Redes predicativas e  inferências lexicais. Uma alternativa a lógica formal na análise de linguagens naturais, Filosofia-Unisinos, São Leopoldo, maj-sierpień 2006
- Três graus de divergência lógica, Ergo, numer 20, Universidad Veracruzana, Xalapa 2007
- Lógica y Dialéctica. Lecturas oblicuas, w: A. Naves, Cirne. Sistema e Objeções, Unisinos, São Leopoldo 2009

#### Filozofia latynoamerykańska
- Por qué no agrado a los rebeldes (Acerca de la crítica de Gonzalo Armijos a mi texto sobre Kant y Austin), Philósophos, wolumin 6, numery 1–2, 2001
- Excesso, ausência e decepção das significações: uma reflexão ético-semântica a partir de um fato traumático da história argentina, Unisinos, São Leopoldo, 19, styczeń-kwiecień 2011
- Exclusão intelectual: a invisibilidade da ética brasileira no contexto mundial, w: D. Porto et alia, Bioéticas, poderes e injustiças: 10 anos depois, Cátedra Unesco de Bioética, Brasília 2012
- Europeu não significa universal, brasileiro não significa nacional, Brasileira de Humanidades, Nabuco 2014
- Tres críticas a la Erótica de la liberación de Enrique Dussel, w: P. Carbonari et alia, Filosofia e Libertação. Homenagem aos 80 anos de Enrique Dussel, Ifibe, Passo Fundo 2015
- Comment peut-on etre un philosophe français au Brésil?, Cahiers critiques de philosophie, numer 16, Harmann, Paris VIII, 2016
- Filosofar acadêmico e pensamento insurgente (Dis-pensando a filosofia a partir de Oswald de Andrade e Raul Seixas), Ideação, Universidade Federal de Feira de Santana, Bahia, numer 35, styczeń-czerwiec 2017
- Después del holocausto fundador. La singularidad y carácter incomprensible del holocausto como mecanismo ocultador del exterminio indígena, w: D. Pachon Soto et alia, Ética y Política en la filosofía de la liberación, Bogotá: Desde Abajo, 2017
- Esboço de una introducción al pensamiento desde 'América Latina',  w: A.V. Flores, W. Frank, Problemas do pensamento filosófico na América Latina, Phillos, Goiânia 2018